# Přívrat
Přívrat település Csehországban, az Ústí nad Orlicí-i járásban. Přívrat Sloupnice, Dlouhá Třebová, Řetová, Vlčkov, Česká Třebová és Němčice településekkel határos. Lakosainak száma 365 fő (2024. január 1.).

## Népesség
A település lakosságának változását az alábbi diagram mutatja:
| Lakosok száma | 638  | 682  | 647  | 405  | 350  | 319  | 353  | 341  | 351  | 365  |
|               | 1869 | 1900 | 1921 | 1961 | 1980 | 2011 | 2016 | 2019 | 2021 | 2024 |